# Роулендс, Джина
Джи́на Ро́улендс (англ. Gena Rowlands; 19 июня 1930[…], Cambria, Висконсин — 14 августа 2024, Индиан-Уэлс, Калифорния) — американская актриса, член актёрской династии Кассаветисов. Лауреат четырёх премий «Эмми», двух премий «Золотой глобус», а также номинантка на премию «Оскар».

## Биография
Роулендс училась в колледже, а затем в университете Висконсина и получила актёрское образование в Академии драматического искусства в Нью-Йорке. Её дебют на сцене состоялся в нью-йоркском «Провинстаун Плейхаузе», где она начинала работать ещё гардеробщицей. До конца 1950-х годов Джина играла исключительно в театре, в частности на Бродвее. Её дебютом в кино стала роль по контракту с Metro-Goldwyn-Mayer в фильме Жозе Феррера 1958 года «Высокая цена любви».
Роулендс была замужем за актёром и режиссёром Джоном Кассаветисом, который снял её во многих своих фильмах, таких как, например, «Глория» 1980 года, за роль в котором она была номинирована на «Оскар». Их общий сын Ник Кассаветис снял Джину Роулендс во многих фильмах, в частности, в фильме «Срывая звёзды», снятом по сценарию отца.
У Роулендс трое детей. Актрисой также стала Александра Кассаветис, а режиссёром — Зои Кассаветис.

### Болезнь и смерть
24 июня 2024 года Ник Кассаветис объявил, что его мать в течение последних пяти лет страдала болезнью Альцгеймера. Роулендс скончалась 14 августа 2024 года на  95-м году жизни в своём доме в Индиан-Уэлсе (Калифорния) от последствий болезни.

## Фильмография

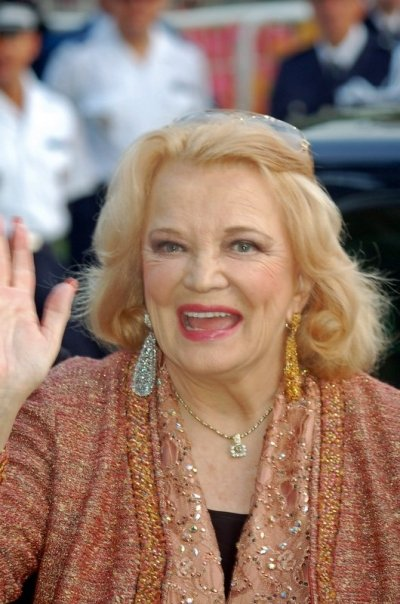
Роулендс на Каннском кинофестивале в 2006 году

| Год       |    | Русское название            | Оригинальное название       | Роль                   |
| --------- | -- | --------------------------- | --------------------------- | ---------------------- |
| 1955      | с  | Телевизионный театр Крафта  | Kraft Television Theatre    | Дженет                 |
| 1959      | ф  | Тени                        | Shadows                     | женщина в ночном клубе |
| 1960—1964 | с  | Альфред Хичкок представляет | Alfred Hitchcock Presents   | разные персонажи       |
| 1963      | ф  | Ребёнок ждёт                | A Child Is Waiting          | Софи Уиддикомб         |
| 1963      | с  | Бонанза                     | Bonanza                     | Раган Миллер           |
| 1967      | с  | Пейтон-Плейс                | Peyton Place                | Адриенн Ван Лейден     |
| 1968      | ф  | Лица                        | Faces                       | Джинни Рапп            |
| 1971      | ф  | Минни и Московитц           | Minnie and Moskowitz        | Минни Мур              |
| 1974      | ф  | Женщина под влиянием        | A Woman Under the Influence | Мейбл Лонгетти         |
| 1974      | с  | Доктор Маркус Уэлби         | Marcus Welby, M.D.          | Лоррейн Денби          |
| 1975      | с  | Коломбо                     | Columbo                     | Элизабет Ван Уик       |
| 1977      | ф  | Премьера                    | Opening Night               | Миртл Гордон           |
| 1980      | ф  | Глория                      | Gloria                      | Глория Свенсон         |
| 1984      | ф  | Потоки любви                | Love Streams                | Сара Лаусон            |
| 1985      | тф | Ранний мороз                | An Early Frost              | Кейт Пирсон            |
| 1988      | ф  | Другая женщина              | Another Woman               | Мэрион Пост            |
| 1991      | ф  | Ещё кружок                  | Once Around                 | Мэрилин Белла          |
| 1991      | ф  | Ночь на Земле               | Night On Earth              | Виктория Снеллинг      |
| 1991      | ф  | Тед и Венера                | Ted & Venus                 | миссис Тернер          |
| 1994      | тф | Параллельные жизни          | Parallel Lives              | Фрэнси Померанц        |
| 1995      | ф  | Повод для разговоров        | Something To Talk About     | Джорджия Кинг          |
| 1996      | ф  | Срывая звёзды               | Unhook the Stars            | Милдред                |
| 1997      | ф  | Она прекрасна               | She’s So Lovely             | мисс Грин              |
| 1998      | ф  | Поли                        | Paulie                      | Айви                   |
| 1998      | ф  | Великан                     | The Mighty                  | бабуля                 |
| 1998      | ф  | Превратности любви          | Playing by Heart            | Ханна                  |
| 2002      | ф  | Истерическая слепота        | Hysterical Blindness        | Вирджиния Миллер       |
| 2004      | ф  | Забирая жизни               | Taking Lives                | миссис Эшер            |
| 2004      | ф  | Дневник памяти              | The Notebook                | пожилая Элли Калхун    |
| 2005      | ф  | Ключ от всех дверей         | The Skeleton Key            | Вайолет Деверо         |
| 2006      | ф  | Париж, я люблю тебя         | Paris, je t’aime            | Джина                  |
| 2006      | с  | 4исла                       | Numb3rs                     | Эрика Хеллиман         |
| 2007      | мф | Персеполис                  | Persepolis                  | бабушка Марджи         |
| 2009      | с  | Детектив Монк               | Monk                        | Марж Джонсон           |
| 2010      | с  | Морская полиция: Спецотдел  | NCIS                        | Джоанн Филдинг         |

## Награды и номинации
| Награда                        | Год  | Категория                                                                    | Фильм/Телесериал             | Результат |
| ------------------------------ | ---- | ---------------------------------------------------------------------------- | ---------------------------- | --------- |
| Оскар                          | 1975 | Лучшая женская роль                                                          | Женщина под влиянием         | Номинация |
| Оскар                          | 1981 | Лучшая женская роль                                                          | Глория                       | Номинация |
| Золотой глобус                 | 1975 | Лучшая женская роль в драме                                                  | Женщина под влиянием         | Победа    |
| Золотой глобус                 | 1978 | Лучшая женская роль в драме                                                  | Премьера                     | Номинация |
| Золотой глобус                 | 1981 | Лучшая женская роль в драме                                                  | Глория                       | Номинация |
| Золотой глобус                 | 1984 | Лучшая женская роль в мини-сериале или телефильме                            | Ребёнок четверга             | Номинация |
| Золотой глобус                 | 1986 | Лучшая женская роль в мини-сериале или телефильме                            | Ранний мороз                 | Номинация |
| Золотой глобус                 | 1988 | Лучшая женская роль в мини-сериале или телефильме                            | История Бэтти Форд           | Победа    |
| Золотой глобус                 | 1993 | Лучшая женская роль второго плана в мини-сериале, телесериале или телефильме | Без ума от любви             | Номинация |
| Золотой глобус                 | 2003 | Лучшая женская роль второго плана в мини-сериале, телесериале или телефильме | Истерическая слепота         | Номинация |
| Эмми                           | 1986 | Лучшая женская роль в мини-сериале или фильме                                | Ранний мороз                 | Номинация |
| Эмми                           | 1987 | Лучшая женская роль в мини-сериале или фильме                                | История Бэтти Форд           | Победа    |
| Эмми                           | 1992 | Лучшая женская роль в мини-сериале или фильме                                | Лицо чужака                  | Победа    |
| Эмми                           | 2000 | Лучшая женская роль в мини-сериале или фильме                                | Цвет любви: История Джейси   | Номинация |
| Эмми                           | 2002 | Лучшая женская роль в мини-сериале или фильме                                | Неукротимая Айрис            | Номинация |
| Эмми                           | 2003 | Лучшая женская роль второго плана в мини-сериале или фильме                  | Истерическая слепота         | Победа    |
| Эмми                           | 2007 | Лучшая женская роль второго плана в мини-сериале или фильме                  | Что если бы Бог был солнцем? | Номинация |
| Эмми                           | 2009 | Лучшая приглашённая актриса в комедийном телесериале                         | Детектив Монк                | Номинация |
| Дневная премия «Эмми»          | 2004 | Лучшая роль в детском, юношеском или семейном сериале                        | Невероятная миссис Ритчи     | Победа    |
| Премия Гильдии киноактёров США | 1997 | Лучшая женская роль                                                          | Срывая звёзды                | Номинация |
| Премия Гильдии киноактёров США | 2008 | Лучшая женская роль в телефильме или мини-сериале                            | Что если бы Бог был солнцем? | Номинация |